# Повторное исполнение (фильм, 1947)
«Повторное исполнение» (англ. Repeat Performance) — фильм нуар режиссёра Альфреда Л. Веркера, вышедший на экраны в 1947 году.
Фильм поставлен по роману Уильяма О’Фаррелла 1942 года и рассказывает историю популярной бродвейской актрисы (Джоан Лесли), которой, после того, как она убивает мужа (Луис Хейуорд), даётся шанс прожить последний год своей жизни заново, попытавшись избежать допущенных ошибок, приведших к роковому концу.
Эта картина стала редким примером сочетания жанров фильм нуар и фэнтези.
В 1989 году был сделан телевизионный римейк фильма под названием «Поверните время вспять», в котором Джоан Лесли сыграла небольшую роль гостьи на вечеринке.

## Сюжет
В Нью-Йорке перед самым наступлением нового, 1947 года популярная бродвейская актриса Шила Пейдж (Джоан Лесли) стреляет в своего мужа Барни (Луис Хейуорд), после чего выбегает на улицу и через празднующую толпу, собравшуюся на Таймс-сквер, пробирается в ночной клуб к своему другу, поэту Уильяму Уильямсу (Ричард Бейсхарт). После рассказа о том, как она застрелила мужа, Шила отдаёт Уильяму револьвер, и они вместе направляются к театральному продюсеру Джону Фрайдэю (Том Конуэй). В этом сезоне Шила играет в спектакле Фрайдэя «Скажи прощай», который поставлен по пьесе английской драматургессы Полы Костелло. Поднимаясь вместе с Уильямом по лестнице к квартире Джона, Шила молит Бога дать ей возможность заново прожить прошедший год, чтобы избежать тех трагических ошибок, которые привели к убийству Барни. И прежде всего, она бы не поехала в Лондон, и тогда Барни не познакомился бы с Полой. Подойдя к двери Джона, Шила вдруг замечает, что Уильям исчез, а затем постепенно начинает понимать, что перенеслась во времени ровно на год назад, в новогоднюю ночь накануне 1946 года.
Зайдя к Джону, Шила неожиданно сообщает ему, что не поедет в Лондон, как планировалось ранее, а останется в Нью-Йорке. После чего она быстро возвращается домой, где видит мужа живым и здоровым, и в прекрасном настроении. Когда-то Барни написал одну удачную пьесу, благодаря которой Шила стала звездой, однако не создав с тех пор ничего достойного, он постепенно начал спиваться. В конце концов, несколько месяцев назад по требованию Шилы он бросил пить. Вскоре домой к Пейджам на новогодний праздничный завтрак собираются многочисленные гости, среди которых Уильям и Джон. Шила пытается предупредить Уильяма, чтобы он избегал женщины по имени Элоиз Шоу (Натали Шафер), так как она засадит его в психиатрическую больницу. Не успевает Шила сказать это, как Уильям уже представлен Элоиз, богатой светской даме, финансирующей понравившихся ей мужчин из творческой среды, и вскоре они вместе удаляются. На праздновании неожиданно для Шилы появляется и Пола Костелло (Вирджиния Филд), которая по ошибке зашла не в ту квартиру. Шила её опасается, и потому жёстко выпроваживает из дома. Однако познакомившись с Полой и увлёкшись разговором с ней, Барни из чувства протеста выпивает и убегает из дома на поиски драматургессы. Шила доверительно сообщает Уильяму, что ей известно, что Барни влюбится в Полу, начнёт спиваться и в итоге возненавидит Шилу. Поклявшись Уильяму, что попытается изменить судьбу, Шила сообщает вернувшемуся пьяному Барни, что вместо Лондона они уезжают в Калифорнию.
В течение двенадцати недель Шила и бросивший пить Барни наслаждаются жизнью в Лос-Анджелесе, когда однажды получают от Джона по почте новую пьесу «Скажи прощай» без указания имени автора. Они также получают книгу стихов Уильяма, посвящённую Элоиз. Прочитав пьесу, Барни приходит от неё в полный восторг, однако Шила, зная, кто её написал, наотрез отказывается в ней играть. Из-за пьесы между ними возникает ссора, после которой Барни уходит из дома и напивается. Вскоре приезжает Джон, чтобы уговорить Шилу играть в этой пьесе. Однако Шила отказывается до тех пор, пока Джон не гарантирует ей, что Пола не приедет из Лондона в тот период, пока пьеса будет идти на Бродвее. Во время пробных показов в театре Нью-Хэйвена Шила предлагает необходимые коррективы в текст пьесы. Тем не менее, этим же вечером в театре неожиданно появляется подвыпивший Барни в компании с Полой, которая вносит те же исправления, что и Шила. Барни сообщает, что это он пригласил Полу для правки текста, и затем наедине успокаивает Шилу, что на самом деле у Полы роман с Джоном. Премьера спектакля на Бродвее проходит с большим успехом, однако три месяца спустя у Барни с Полой начинается роман. Пока Шила постоянно занята в театре, Барни весело проводит время с Полой и снова начинает пить. Он даже забывает о дне рождения Шилы, и, чтобы спасти ситуацию, Джон тайно посылает ей от имени Барни букет белых роз, которые она так ждала. На вечеринке в театре, организованной Джоном по случаю Дня благодарения, пьяный Барни откровенно хамит Шиле, и отказывается идти с ней домой. Элоиз, которая на этом же вечере бросает Уильяма ради симпатичного пианиста, откровенно заявляет, что Барни уже давно забросил работу, и только развлекается с Полой. Затем Элоиз наводит юпитер на театральную ложу, где Барни на глазах у всех целует Полу, после чего спотыкается и падает через перила в оркестровую яму. В больнице Шиле сообщают, что в результате падения её муж вряд ли сможет ходить, как прежде, однако в любом случае для восстановления ему нужен полный покой и ни в коем случае нельзя пить. Шила всё ещё любит Барни, и намерена сделать всё возможное, чтобы вернуть его к нормальной жизни и восстановить их отношения. Она уходит из спектакля и в течение нескольких недель ухаживает за мужем, однако Барни отказывается с ней разговаривать. Вскоре Шила узнаёт о том, что с подачи Элоиз Уильям помещён в психиатрическую больницу. Шила навещает в больнице философствующего Уильяма, который говорит, что теперь лучше понимает её слова о повторении прошлого года. Накануне Рождества, когда Шила возвращается на сцену, Барни снова выпивает и приглашает к себе Полу. Однако Пола, узнав, что он вряд ли будет ходить, заявляет, что тем же вечером отплывает в Лондон и пока не планирует возобновлять их отношения. Когда Шила застаёт Полу вместе с Барни, она настаивает на том, чтобы Пола забрала её мужа с собой в Лондон, так как они любят друг друга. Однако Пола возвращает Шиле дорогую брошь, которую подарил ей Барни, давая понять, что их роман закончен.
В канун Нового года, чтобы предотвратить повторение убийства, Шила просит Джона отвезти её домой и посидеть с ней до полуночи. Зайдя в квартиру, Шила находит прощальную записку от Барни, который решил уехать вместе с Полой. Поняв, что Барни не вернётся, Шила отпускает Джона и ложится спать. Тем временем, когда влюблённый Барни неожиданно появляется в каюте Полы, та встречает его холодно и просит уйти к любящей его жене, на что Барни заявляет, что убьёт Шилу. Вернувшись домой за несколько минут до полуночи, Барни начинает упрекать жену в том, что она разрушила его жизнь, а затем угрожающе замахивается на неё своей тростью. В тот момент, когда он уже готов ударить жену, сбежавший из психиатрической больницы Уильям убивает его выстрелом в спину. Когда Уильяма уводит полиция, он говорит, что поскольку его считают невменяемым, то ему ничего не грозит. Затем он философски заявляет, что судьба упряма и не любит, когда люди в неё вмешиваются. И хотя мы попытались сделать это, результат остался прежним.

## В ролях
- Луис Хейуорд — Барни Пейдж
- Джоан Лесли — Шила Пейдж
- Вирджиния Филд — Пола Костелло
- Том Конуэй — Джон Фрайдэй
- Ричард Бейсхарт — Уильям Уильямс, поэт
- Натали Шафер — Элоиз Шоу

## Создатели фильма и исполнители главных ролей
В 1939 году режиссёр Альфред Веркер поставил картину «Приключения Шерлока Холмса» (1939), которая стала одной из лучших его работ. Среди других наиболее значимых его фильмов биографическая драма «Дом Ротшильдов» (1934) и комедия «Авось прорвёмся!» (1942) с участием Лорела и Харди. В 1946 году Веркер поставил свой первый фильм нуар «Шок» (1946), а через год после «Повторного выступления» — один из лучших полудокументальных фильмов нуар «Он бродил по ночам» (1948), хотя, по мнению критиков, своим успехом этот фильм обязан неуказанному в титрах режиссёру Энтони Манну, который поставил лучшие его сцены.
До съёмок в этом фильме Джоан Лесли зарекомендовала себя ролями в криминальной драме «Высокая Сьерра» (1941), биографической военной драме «Сержант Йорк» (1941), биографических музыкальных фильмах «Янки Дудл Денди» (1942) и «Рапсодия в голубых тонах» (1945), а также в музыкальной мелодраме «Тяжёлый путь» (1945). Луис Хейуорд работал в очень широком спектре жанров. Он начал свою актёрскую карьеру в середине 1930-х годов с ролей в салонных комедиях и мелодрамах, на рубеже 1930-40-х годов многократно исполнял героев в костюмированных приключенческих экшнах, а со второй половины 1940-х годов сыграл в нескольких фильмах нуар, среди них «И не осталось никого» (1945), «Странная женщина» (1946), «Безжалостный» (1948) и «Дом у реки» (1950).
Том Конуэй более всего известен исполнением главной роли детектива-любителя по прозвищу Сокол в десяти фильмах об этом детективе, которые вышли на экраны в 1942-46 годах, а также по психологическим фильмам ужасов Вэла Льютона «Люди-кошки» (1942), «Я гуляла с зомби» (1943) и «Седьмая жертва» (1943). Вирджиния Филд в конце 1930-х годов снялась в нескольких детективных фильмах про мистера Мото, а в 1940 году — в мюзикле «Танцуй, девочка, танцуй» (1940) и в мелодраме «Мост Ватерлоо» (1940). Среди её более поздних картин — семейная комедия «Янки при дворе короля Артура» (1949) и фильм нуар «Звонить 1119» (1950). Для Ричарда Бейсхарта этот фильм стал дебютом в кино. Вскоре после этого он сыграл в таких фильмах нуар, как «Переулок» (1950), «Напряжённость» (1949), «Четырнадцать часов» (1951) и «Дом на Телеграфном холме» (1951), а несколько позднее — в нескольких картинах признанных режиссёров — «Титаник» (1953) Жана Негулеско, «Дорога» (1954) и «Мошенники» (1955) Федерико Феллини, а также «Моби Дик» (1956) Джона Хьюстона.

## История создания фильма
Как отмечается на сайте Американского института киноискусства, этот фильм стал первым опытом кинокомпании Eagle-Lion в производстве крупнобюджетных фильмов. По информации DVD Beaver, в 1946 году только что созданная кинокомпания Eagle-Lion «пыталась утвердиться как крупная сила в Голливуде», выдав несколько «крепких фильмов» — недостаточно дешёвых, чтобы отнести их к категории В, но и недостаточно дорогих для категории А. И этот фильм вполне вписывается в эту промежуточную категорию.
Фильм поставлен по роману Уильяма О’Фаррелла, который был опубликован в 1942 году. По сравнению с романом в сюжет фильма были внесены существенные изменения. Так, в книге актёром является Барни, а не Шила, и именно он возвращается в прошлое. Роман начинается с того, что спившийся Барни оказывается в ночлежке, перед этим застрелив свою подружку после самоубийства его жены Шилы. Когда Барни убегает от копов вместе со своим приятелем-гомосексуалистом Уильямом (на что тонко намекает и Бейсхарт в фильме), в него стреляют, что даёт ход волшебному повороту дальнейших событий.
По информации «Голливуд репортер», в качестве режиссёра фильма планировался Жюль Дассен, однако ещё до начала съёмок его сменил Альфред Веркер. В фильме были задействованы как бывшие звёзды (такие как Хейуорд), так и начинающие перспективные актёры (Бейсхарт). Главную роль должен был играть Франшо Тоун, но в итоге она досталась Луису Хейуорду. Вирджиния Филд была взята в аренду у Paramount, а для Ричарда Бейсхарта работа в этом фильме стала его первой киноролью после того, как он был удостоен премии нью-йоркских театральных критиков за исполнение главной роли в бродвейской драме «Горячее сердце» (1945).

## Оценка фильма критикой
После выхода фильма на экраны критика восприняла его сдержанно. В частности, обозреватель «Нью-Йорк Таймс» Босли Кроутер назвал его «драмой с фокусом-покусом», в которой «полностью отсутствует какое-либо правдоподобие». При этом «всё сделано с такой претенциозностью, что даже возможное спасение через смех отсутствует». Современные критики отнеслись к картине более благожелательно. Хэл Эриксон назвал её «живой и захватывающей полу-фантазией», особенно выделив её «умное построение», а также «более дорогой актёрский состав и крупный бюджет», чем у большинства работ студии Eagle-Lion. Майклу Кини понравилась «захватывающая завязка» картины и её способность «каким-то образом зачаровать зрителя вплоть до неожиданного финала, который, наверное, можно предугадать». Вместе с тем, по мнению критика, фильм «страдает от переигрывания Хейуордом и от полного дыр сценария» . В рецензии DVD Beaver обращается внимание на «классическое нуаровое начало», и «внешне фантастические — мрачные и стильные — начало и конец фильма», которые «более чем компенсируют пустую середину, делая картину достойным образцом фильма нуар классического периода». Вместе с тем, «общий бедный вид» фильма и немного чрезмерный «мыльный мелодраматизм» не позволяют ему стать нуаром высшего уровня.